# Марк Боуен
Марк Боуен (7. децембар 1963) бивши је велшки фудбалер.

## Каријера
Током каријере играо је за Тотенхем хотспер, Норич Сити, Вест Хем јунајтед, Чарлтон атлетик и многе друге клубове.

## Репрезентација
За репрезентацију Велса дебитовао је 1986. године. За национални тим одиграо је 41 утакмица и постигао 3 гола.

## Статистика
| Велс   | Велс | Велс |
| Год.   | Ута. | Гол. |
| ------ | ---- | ---- |
| 1986   | 2    | 0    |
| 1987   | 0    | 0    |
| 1988   | 2    | 0    |
| 1989   | 6    | 1    |
| 1990   | 1    | 0    |
| 1991   | 3    | 0    |
| 1992   | 8    | 2    |
| 1993   | 3    | 0    |
| 1994   | 4    | 0    |
| 1995   | 6    | 0    |
| 1996   | 5    | 0    |
| 1997   | 1    | 0    |
| Укупно | 41   | 3    |